# Las hilanderas (zarzuela)
Las hilanderas es una zarzuela de un acto, con música del compositor español José Serrano y libreto de Federico Oliver. Esta obra, estrenada en el Teatro El Dorado de Barcelona el 3 de diciembre de 1927,

## Personajes
- Don Leandro, militar andaluz enamorado de Angélica, condesa de Napoli Vita. Tenor lírico.
- Angélica, condesa de Napoli Vita, esposa por poderes de Don Leandro. Soprano lírica
- Fabricio, militar toscano dispuesto a conquistar a Angélica. Barítono
- Farello, nigromante. Bajo
- Catalina y Silvia, damas de confianza de Angélica. Mezzosopranos
- Floro, criado de Don Leandro
- Bertoldo, criado de Fabricio
- Bertuccio, posadero
- Valerio, Jacinto y Basanio, militares en la posada

## Argumento
La acción se sitúa a finales del siglo XVIII cerca de Livorno en la posada "La cigüeña azul", donde se alojan los protagonistas.

### Cuadro I
Don Leandro ha tenido que casarse por poderes con la condesa porque el rey de España ha enjuiciado la familia Napoli Vita y estos han huido a Italia. Los militares comen y beben con gran apetito y en determinado momento un fanfarrón capitán italiano, Fabricio, ofende a la condesa y Don Leandro le reta a un duelo, pero la entrada del Gran Duque de Toscana en escena evita que se lleve a cabo. En lugar de eso los dos militares acuerdan una gran apuesta: su vida y su hacienda a ver quien logra conquistar a la condesa.

### Cuadro II
Este cuadro tiene lugar en el taller del nigromante Farello, un lugar siniestro lleno de objetos extraños. El brujo juega a dos bandas y por cierta cantidad de dinero les da a los dos pretendientes la misma solución: deben cantar a la condesa su canción favorita.

### Cuadro III
Este cuadro tiene lugar en casa de la condesa, que ha soñado que Don Leandro cantaba su canción. De repente oyen una melodía, es Fabricio el que se ha adelantado, pero la condesa con ayuda de sus damas de confianza no se deja engañar y ordena a sus criados que apresen a Fabricio y a su criado Bertoldo, a los cuales obliga a vestirse de hilanderas.
La canción vuelve a oírse, pero está vez es Leandro quien la canta. Más tarde llega la noticia de que el rey de la Casa de Borbón ha perdonado a la familia de Angélica, la pareja puede volver si quiere a España.

## Números musicales más destacados
- Introducción.
- Romanza "Amores me traen a Italia"
- Canción "Rosa mañanera"
- Dúo "Una linda gondolera"
- Canción "No te alejes, vida mía"